# Список рек Сахалинской области

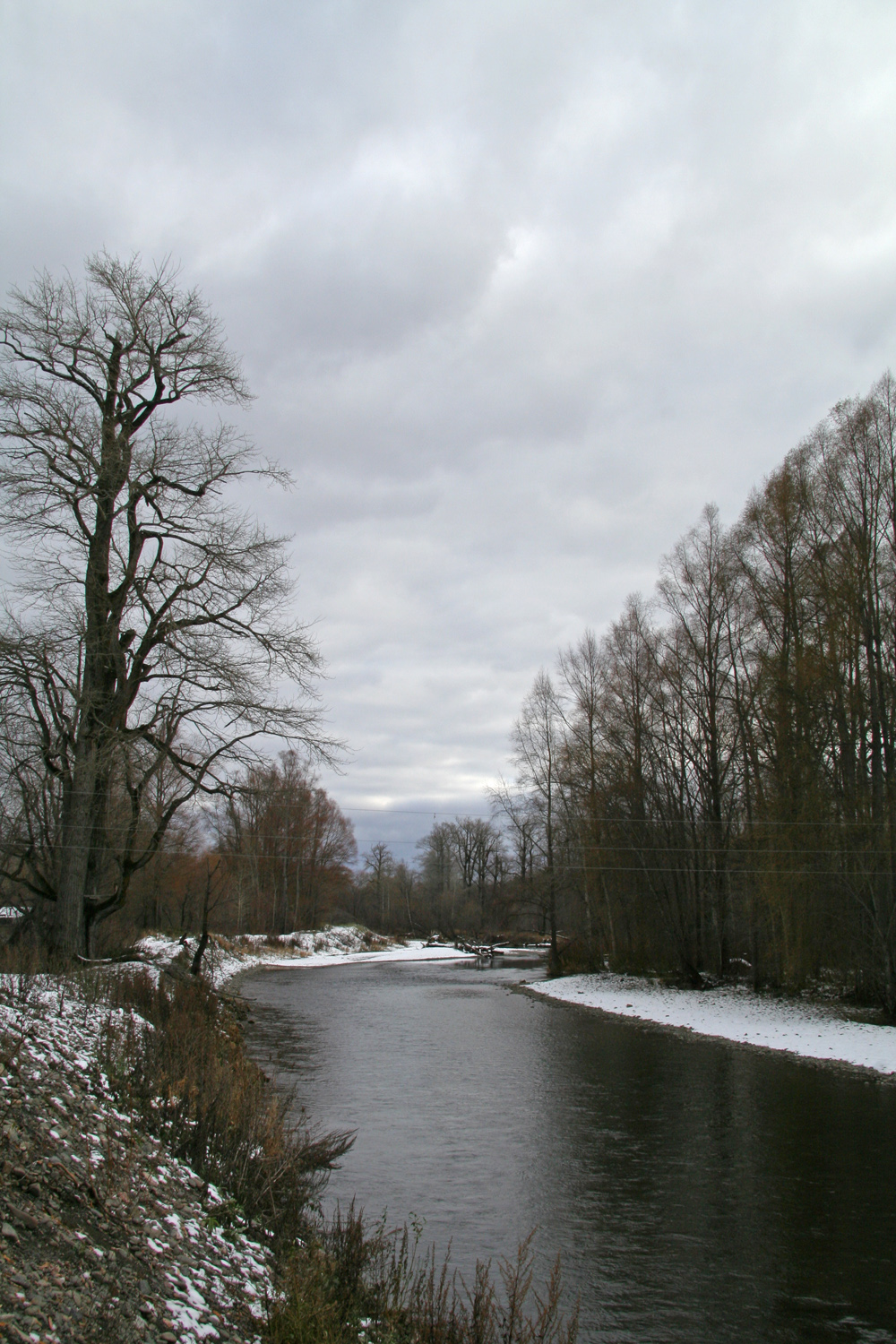
Тымь

Список рек Сахалинской области — реки протекающих по острову Сахалину и Курильским островам. В Сахалинской области насчитывается 65 175 рек, общей протяжённостью 105 260 км, из них на острове Сахалин протекает 61 178 рек, на Курилах — 3997.
Наиболее крупные реки Сахалина: Поронай (350 км), Тымь (330 км). 98 % общего количества рек составляют малые реки, имеющие длину до 10 км.
В государственном водном реестре на территории области приводятся данные по 936 рекам, 162 ручьям и 2 водотокам, большинство из них имеет длину свыше 10 км. Все водные объекты относятся к Амурскому бассейновому округу, территория Сахалинской области разделена на три водохозяйственных участка:
- 20.05.00.001 — Сусуя
- 20.05.00.002 — Водные объекты о-ва Сахалин без бассейна реки Сусуи
- 20.05.00.003 — Курильские острова

## Список рек
А
- Августовка (река)
- Агнево
- Ай
- Айнская (река)
- Амурская (река)
- Анна (река, Сахалин)
- Аральская
- Аскасай
- Баури
- Бахура
- Белинская (река)
- Берёзовка (река, Сахалин)
- Богатая (река, Сахалин)
- Большая (река, Сахалин)
- Большая Александровка (река)
- Большой Такой
- Быстрая (приток Лютоги)
- Вази
- Вал (река, Сахалин)
- Валовская
- Венгери
- Вестовая (река)
- Виахту (река)
- Владимировка (река)
- Восточная (река)
- Гамадеш
- Гастелловка
- Горная (река, Сахалин)
- Горянка (река)
- Даги (река)
- Длинная (река, впадает в Невское озеро)
- Долинка (река)
- Дудинка (река, Сахалин)
- Излучная (река, Сахалин)
- Ильинка (река, Сахалин)
- Имчин
- Кадыланьи
- Казачка (река, впадает в Японское море)
- Каменушка (река, Сахалин)
- Красногорка (река)
- Комиссаровка (река, Сахалин)
- Красноярка (приток Найбы)
- Кривая (река, Сахалин)
- Лазовая
- Лангери (река)
- Лангры
- Лах (река)
- Леонидовка (река)
- Лесная (река, Сахалин)
- Лесогорка (река)
- Лютога
- Лопатинка (река, Сахалин)
- Макарова (река)
- Малая Тымь (река)
- Малая Хузи
- Мануй
- Мелкая
- Мухто
- Набиль
- Найба (река)
- Нампи
- Нерпичья
- Нитуй
- Новосёлка (река, Сахалин)
- Ноглики (река, Сахалин)
- Нутово
- Ныш (река)
- Оленья (река, впадает в Невское озеро)
- Оркуньи
- Оссой
- Оха (река, Сахалин)
- Очепуха
- Паромай
- Партизанка (река)
- Парусная
- Пенза
- Песковская
- Пиленга (приток Тыми)
- Пиленга (река, впадает в Охотское море)
- Пильво (река, впадает в Сахалинский залив)
- Пильво (река, впадает в Татарский пролив)
- Пильнги
- Пильтун
- Погиби (река, Сахалин)
- Покосная
- Подорожка
- Поронай
- Пугачёвка (река)
- Пурш-Пурш
- Рукутама
- Сабо (река)
- Сима (река, Сахалин)
- Средняя (река, Сахалин)
- Суринка
- Сусуя
- Таранай (река)
- Тиобут
- Тихая (река, Сахалин)
- Томаринка
- Тропто
- Тый
- Тык
- Тымь
- Тухарка
- Уанга
- Углегорка (река)
- Урюм (река, Сахалин)
- Фирсовка (река)
- Хандуза
- Холмская
- Хоэ (река)
- Хой (река, впадает в Охотское море)
- Хоямбусибин
- Чамгу
- Черемшанка (река, Сахалин)
- Чёрная (приток Красногорки)
- Чёрная Речка (река, Сахалин)
- Чеховка (река)
- Шебунинка
- Эвай (река)
- Эверон
- Эрри (река)
- Ягодная (река, Сахалин)